# 沃洛德米里夫卡 (赫梅利夫市鎮)
沃洛德米里夫卡（羅馬化：Volodymyrivka）是位於烏克蘭北部蘇梅州羅姆內區赫梅利夫市鎮的村莊。該村分別距離費多托韋1公里和迪布羅瓦2公里，海拔高度168米，2001年人口179，居民母語全數為烏克蘭語。